# Reprezentacja Chorwacji U-19 w piłce nożnej mężczyzn
Reprezentacja Chorwacji U-19 w piłce nożnej jest jednym z dziesięciu młodzieżowych piłkarskich zespołów narodowych w kraju, powoływanym przez selekcjonera, w którym występować mogą wyłącznie zawodnicy posiadający obywatelstwo chorwaci i którzy w momencie przeprowadzania imprezy docelowej (finałów Mistrzostw Europy) rocznikowo nie przekroczyli 19 roku życia. Za jej funkcjonowanie odpowiedzialny jest Hrvatski Nogometni Savez (HNS).

## Występy w ME U-19
- 2002: Nie zakwalifikowała się
- 2003: Nie zakwalifikowała się
- 2004: Nie zakwalifikowała się
- 2005: Nie zakwalifikowała się
- 2006: Nie zakwalifikowała się
- 2007: Nie zakwalifikowała się
- 2008: Nie zakwalifikowała się
- 2009: Nie zakwalifikowała się